# Ferrari 312 B
Ferrari 312 B – samochód Formuły 1 zaprojektowany przez Mauro Forghieriego i skonstruowany przez Ferrari. Samochód był używany w sezonach 1970-1975. Ferrari 312 B był napędzany przez jednostki Ferrari.
Do sezonu 1975 używane były kolejne wersje samochodu: 312 B2, 312 B3-73 i 312 B3-74.